# Leopoldyna Stawecka
Leopoldyna Stawecka w zakonie Maria Eligia (ur. 11 listopada 1896 w Bochni,  zm. 7 stycznia 1933  w Białce Tatrzańskiej), dowódca oddziałów Ochotniczej Legii Kobiet, porucznik Legionów Polskich, serafitka.

## Służba wojskowa

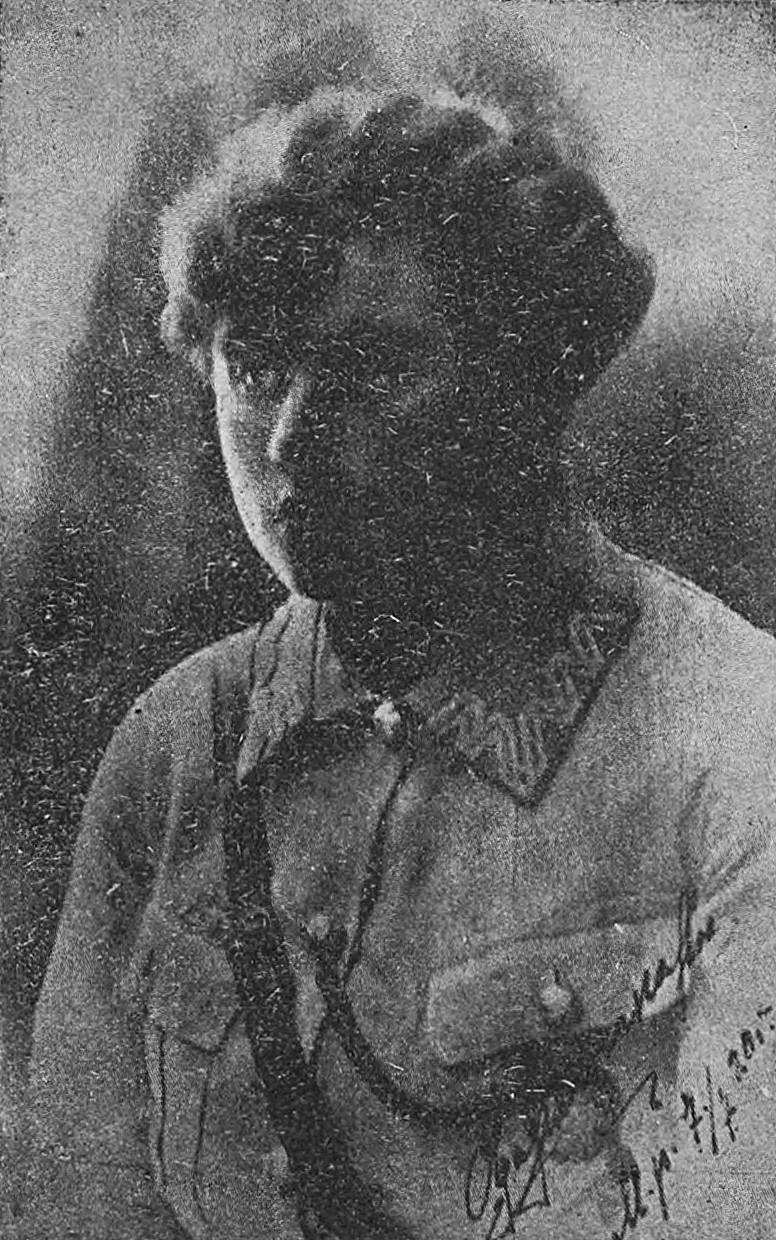
Olga Stawecka (1920)

Leopoldyna Stawecka urodziła się 1896 r. w Bochni, jako córka Michała (zm. 1915) i Marii z domu Depta, była piątym z sześciorga dzieci. Miała braci: Władysława, Franciszka (zm. 1915), Stanisława i Edwarda oraz siostrę Marię. Na chrzcie otrzymała imiona Leopoldyna Julia, najbliżsi nazywali ją jednak Olgą. Ojciec Leopoldyny pracował na kolei do momentu, kiedy po doznanym wypadku przeszedł na rentę. Związany z ruchem socjalistycznym, mało troszczył się o potrzeby rodziny, sporo czasu spędzając poza domem. Wychowaniem dzieci zajmowała się przede wszystkim, odznaczająca się głęboką wiarą matka. To ona miała główny wpływ na kształtowanie ich światopoglądu według wartości chrześcijańskich.
Leopoldyna pierwsze lata swojego życia spędziła w Bochni, tam też ukończyła szkołę podstawową. W tym czasie uczestniczyła w zajęciach organizowanych przez Związek Strzelecki "Strzelec". W roku  1914 rozpoczęła naukę w seminarium nauczycielskim również w Bochni.
Leopoldyna wzrastała w czasie, kiedy Polska znajdowała się pod zaborami. Wśród Polaków żywe było wówczas pragnienie odzyskania niepodległości. W duchu patriotyzmu powstawały organizacje paramilitarne, prowadzące zajęcia w zakresie wychowania fizycznego i przysposobienia wojskowego.
Olga po wybuchu I wojny światowej, mając  lat siedemnaście, włączyła się czynnie w odrodzenie kraju - przerwała naukę w seminarium i nawiązała bliskie kontakty z jedną z takich organizacji, a mianowicie ze Związkiem Strzeleckim w Krakowie. Początkowo zaangażowała się w zbieranie środków na zakup wyposażenia dla organizujących się oddziałów wojskowych, z czasem zaś sama, w męskim przebraniu wstąpiła do formowanej wówczas I Brygady Legionów Polskich. Nie przebywała długo na froncie. Śmierć ojca oraz odniesiona ciężka rana wyłączyły ją z walki. Po kilkumiesięcznym leczeniu pod wpływem prośby matki wróciła do Bochni. Po wkroczeniu tam wojsk rosyjskich,  pod koniec listopada tego roku, przeniosła się do Krakowa i zamieszkała u siostry, Marii. W Krakowie ukończyła kurs dla sanitariuszek organizowany przez Naczelny Komitet Narodowy, a następnie pracowała w szpitalu wojskowym. W roku 1915, po śmierci brata Franciszka, wróciła znów do Bochni, aby opiekować się chorą matką. Nie mogąc walczyć na froncie, nawiązała kontakt z Naczelnym Komitetem Narodowym, który skierował ją do pracy w austriackim szpitalu w rodzinnym mieście. Tam od 1916 r. jako pielęgniarka, czuwała nad rannymi legionistami.
Po wybuchu walk polsko-ukraińskich, w listopadzie 1918, opuściła dom oraz pracę w Bochni i wyjechała do Krakowa. Zorganizowała tam oddział kobiecy złożoną głównie ze studentek Uniwersytetu Jagiellońskiego i ruszyła na pomoc obrońcom Lwowa. Chciała walczyć w oddziale razem ze swoim bratem Edwardem, jednak nie pozwolono jej na to. Wstąpiła zatem do organizowanej przez mjr Aleksandrę Zagórską Milicji Obywatelskiej Kobiet  (od grudnia tego roku przekształconej w Ochotniczą Legię Kobiet, OLK). 
W Snopkowie pod Lwowem pełniła służbę łącznikową, a następnie była komendantką oddziału wartowniczego OLK, podlegającego Komendzie Miejskiej Straży Obywatelskiej kpt. Wita Sulimirskiego przy Urzędzie Gospodarczym we Lwowie. Prawdopodobnie tam zdała wówczas tzw. maturę wojskową. W marcu 1919 r. Stawecka walczyła także pod Leodyką. Za udział w trudnych walkach o Lwów otrzymała odznakę „Orlęta" oraz awans na stopień podporucznika. 
Po rozszerzeniu przez dowództwo Armii Wschodniej we Lwowie zakresu działalności OLK na inne miasta dawnej Galicji Wschodniej,  2 czerwca 1919 r. Stawecka na czele oddziału pięćdziesięciu kobiet została jako dowódca kompanii wartowniczej OLK skierowana do Stanisławowa.
W styczniu 1920 r. została odwołana do Lwowa w celu objęcia dowództwa kompanii  batalionu wartowniczego OLK. W marcu tego roku przejęła po odchodzącej do Warszawy p.płk A. Zagórskiej dowodzenie Legią Lwowską.
Po zwycięskiej ofensywie kwietniowej i dotarciu w maju 1920 r. wojsk polskich do Kijowa, rząd radziecki przygotowywał się do kontrofensywy. Stawecka  otrzymała wówczas rozkaz udania się do Wilna i reorganizacji działającej przy dowództwie Frontu Litewsko-Białoruskiego  Legii Wileńskiej (druga OLK, utworzona wówczas w Wilnie). Po dwóch miesiącach szkolenia sformowany batalion, wysłany został na front wojny polsko-bolszewickiej. Stawecka walczyła na czele 2 kompanii w obronie Wilna na odcinku od Kinolówki do Pogir, została wówczas ranna w prawe płuco. Wraz z wycofującymi się oddziałami WP dotarła do Grodna, gdzie pełniła służbę wartowniczą przy obiektach wojskowych. Za udział w walkach otrzymała awans na stopień porucznika.
W sierpniu 1920 r., pomimo osłabienia po ranie, uczestniczyła w operacjach osłaniających bitwę warszawską, angażując się czynnie w to historyczne zwycięstwo, które nazwane zostało później „cudem nad Wisłą”. W grudniu objęła dowództwo nad utworzoną w maju Legią Warszawską.
Wraz ze stabilizacją polityczną kraju, OLK została zreorganizowana, nastąpiło rozluźnienie dyscypliny i zanik ideałów, w kręgach wojskowych zaczął się liczyć zysk. Porucznik Stawecka przestała widzieć sens swojej obecności w wojsku. Przeciwna była między innymi zamiarom przeniesienia Legii do służby pomocniczej. W styczniu 1921 r. złożyła podanie o zwolnienie ze służby wojskowej, a w razie odmowy prosiła o bezterminowy urlop. 
Ministerstwo Spraw Wojskowych odrzuciło prośbę o zwolnienie porucznik Staweckiej z wojska, przyznało jej jednak bezterminowy urlop. 3 marca 1921 r., po załatwieniu niezbędnych formalności, opuściła wojsko i Warszawę. Początkowo udała się do Wilna, gdzie spotkała bliskie sobie osoby z okresu walk o miasto. Ostatecznie jednak osiadła w rodzimej Bochni.
Duch walki odżył w Staweckiej w okresie przygotowań do plebiscytu na Górnym Śląsku, w których wzięła udział. Śledząc z zainteresowaniem przebieg wydarzeń  przewidywała kolejne powstanie. Kiedy 2/3 maja  1921 r. wybuchło III powstanie śląskie, jej osobistą odpowiedzią było zaangażowanie się w walkę. Na Śląsku przebywała do końca lipca 1921 roku i był to jej ostatni udział w walce zbrojnej. Po kilku latach nieobecności wróciła ponownie do Krakowa. Wróciła zawiedziona, gdyż walki  na Górnym Śląsku różniły się znacznie od tych, których doświadczyła wcześniej na Wschodzie. Pogodziła się jednak wówczas ostatecznie z faktem odejścia z wojska i zamknięciem tego rozdziału w swoim życiu.

## Małżeństwo
Stawecka w czasie walk o niepodległość Polski spotykała się wieloma ludźmi, którzy siłą swego charakteru oraz własnym przykładem pociągali ją do wielkich czynów. Wśród ludzi których darzyła szczególnym podziwem i sympatią, obok  komendanta Józefa Piłsudskiego i mjr Aleksandry Zagórskiej, znalazł się również kpt. Józef Popkowski. Leopoldyna poznała o dwanaście lat od siebie starszego J. Popkowskiego (ur. 1884) w  roku 1919. Jak sama pisała - „Od pierwszej chwili dziwne wywarł na mnie wrażenie. Dobry, subtelny, porwał mnie swą szlachetną duszą pełną ideałów oraz zdrowymi zasadami. Widziałam w nim odbicie własnej duszy”
Dnia 17 lutego 1920 r. wyszła za niego za mąż. Od początku był to jednak bardzo trudny związek i okazał się dla obydwu stron wielkim rozczarowaniem. Porucznik  L. Stawecka nie chciała zostać gospodynią domową i zrezygnować z dotychczasowego zaangażowania na rzecz ojczyzny. Nastąpiło niewątpliwie zderzenie ideałów z rzeczywistością. Nie dotyczyło ono zresztą tylko spraw małżeńskich, ale w ogóle jej całego życia w Polsce po odzyskaniu niepodległości. Podstawowym nurtującym ją wówczas problemem było pytanie o sens egzystencji.
W sierpniu 1921 r. podjęła starania o unieważnienie małżeństwa składając prośbę w sądzie biskupim  w Lublinie. Procedury sądowe trwały ponad dwa lata. Oczekiwana decyzja, na mocy której otrzymała dyspensę  rozwiązującą  jej małżeństwo – matrimonium ratum non consumatum, przyszła z Rzymu  12 sierpnia  1924 r.

## Życie zakonne

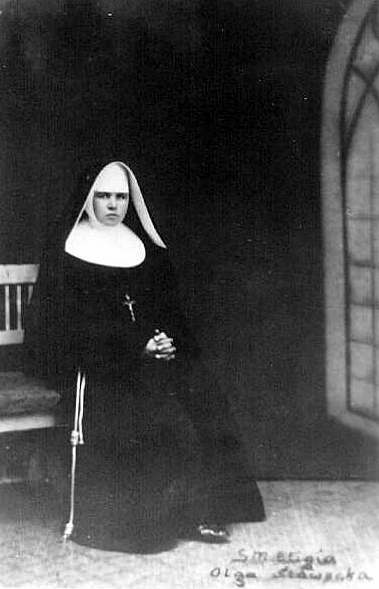
Leopoldyna Stawecka (s. Maria Eligia) w habicie serafitek - ok. 1929 r.

Rozczarowana sytuacją polityczną w odrodzonej Polsce, oraz zupełnie innym niż oczekiwała małżeństwem, Leopoldyna Stawecka  9 czerwca 1922 r. wstąpiła do Zgromadzenia Sióstr Felicjanek w Czechowicach-Dziedzicach, gdzie po odbyciu wstępnej formacji  7 lipca tego roku, rozpoczęła postulat. Od 12 listopada 1922 r. jako postulantka pracowała w szkole ludowej prowadzonej przez zakonnice. Ponieważ procedury wokół unieważnienia małżeństwa przedłużały się i do końca nie było wiadomo czy zostaną rozwiązane pozytywnie, Leopoldyna nie została dopuszczona do obłóczyn,  a 27 grudnia  1923 musiała Zgromadzenie opuścić. 
Po otrzymaniu decyzji unieważniającej małżeństwo, Stawecka nawiązała kontakt ze Zgromadzeniem Córek Matki Bożej Bolesnej,  a 15 listopada 1924 r. przybyła do Domu Generalnego Zgromadzenia, który znajdował się wówczas w Oświęcimiu.  W następnym roku, od 29 listopada rozpoczęła nowicjat. Otrzymała wtedy habit i imię zakonne Maria Eligia. Po pewnym czasie zaczęła mieć problemy zdrowotne związane z gruźlicą, której początki sięgały jeszcze pobytu w wojsku. W zakonie choroba odnowiła się, przybierając na tyle poważne objawy, że Leopoldyna musiała przerwać rozpoczęty nowicjat. Przez pewien czas leczyła się w domu zakonnym w Chodzieży, a następnie w sanatorium.
Siostra Eligia w 1927 r. została ponownie dopuszczona do odbycia nowicjatu. Tym razem udało się jej zakończyć ten ważny etap drogi zakonnej i 20 czerwca  1928 r. złożyła pierwszą profesję zakonną. 
Po złożeniu ślubów rozpoczęła pracę w domu dziecka w Oświęcimiu w charakterze wychowawcy. Aby profesjonalnie przygotować się do pracy, uczęszczała w Warszawie w okresie od 23 września do 14 grudnia  1929 r. na kurs dokształcający dla wychowawców zakładów opiekuńczych dla dzieci i młodzieży.
Od 15 maja 1932 r. ze względu na pogarszający się stan zdrowia przebywała na leczeniu  gruźlicy w Białce Tatrzańskiej. Przez pewien czas leczyła się także w szpitalach w Nowym Targu  i Zakopanem, jednak kuracje te,  nie przyniosły oczekiwanych  rezultatów. 
Pod koniec tego roku,  już na łożu śmierci, siostra Eligia złożyła śluby wieczyste. Zmarła 7 stycznia  1933 r. w Białce Tatrzańskiej. Dwa dni później jej ciało przewieziono do Oświęcimia, gdzie następnego dnia została pochowana w asyście żołnierzy Wojska Polskiego w kwaterze sióstr serafitek,  na cmentarzu parafialnym w Oświęcimiu. Na trumnie, którą nieśli między innymi oficerowie położono czapkę wojskową, szablę oraz proporczyk OLK. Jej pogrzeb zgromadził nie tylko siostry zakonne, ale i licznych przedstawicieli wojska oraz byłe legionistki. Wydarzenie to przypominało raczej manifestację patriotyczną niż uroczystości pogrzebowe.

## Odznaczenia
- Odznaka pamiątkowa „Orlęta” - 19 marca 1919
- Odznaka honorowa Ochotniczej Legii Kobiet  „Za trud ofiarny”  - 31 grudnia 1920
- Krzyż Walecznych - 1921[4][5]
- Medal Pamiątkowy za Wojnę 1918–1921 - 3 października 1931
- Odznaka „Za wierną służbę” - 10 lutego 1932